# Cornitermes
Cornitermes es un género de termitas  perteneciente a la familia Termitidae que tiene las siguientes especies:

## Especies
1. Cornitermes acignathus
2. Cornitermes bequaerti
3. Cornitermes bolivianus
4. Cornitermes cumulans
5. Cornitermes falcatus
6. Cornitermes incisus
7. Cornitermes ovatus
8. Cornitermes pilosus
9. Cornitermes pugnax
10. Cornitermes silvestrii
11. Cornitermes incisussnyderi
12. Cornitermes villosus
13. Cornitermes walkeri
14. Cornitermes weberi